# L'enigma (Star Trek: La nova generació)
"L'enigma" (títol original en anglès "Conundrum")  és el catorzè episodi de la cinquena temporada, de la sèrie de televisió de ciència-ficció estatunidenca Star Trek: La nova generació i el 114è de tota la sèrie. Es va emetre originalment el 17 de febrer  de 1992 en redifusió als Estats Units. L'episodi fou dirigit per Les Landau.
Ambientada al segle XXIV, la sèrie segueix les aventures de la tripulació de la nau de la Flota Estel·lar de la Federació Enterprise-D sota el comandament del capità Jean-Luc Picard. En aquest episodi, tota la tripulació pateix una pèrdua total de memòria després que una nau alienígena desconeguda escanegi l' "Enterprise". Tot i que no poden recordar els seus noms ni les seves funcions, ràpidament s'adonen que d'alguna manera encara saben com operar la nau estel·lar. Amb la seva memòria limitada, ningú s'adona que Kieran MacDuff, identificat per l'ordinador de la nau com el primer oficial de l' "Enterprise", és algú que no han vist mai abans. L'ordinador també proporciona proves que estan en una missió per creuar l'espai lisià i destruir el comandament central d'aquesta espècie, així com qualsevol nau lisiana que intenti aturar-los. D'alguna manera, tot li sembla malament a Picard, però MacDuff insisteix que la tripulació segueixi les ordres que se'ls han donat.
L'episodi va guanyar un Premi Emmy als millors efectes visuals especials.

## Argument
Després de ser escanejada per una nau espacial alienígena desconeguda, la tripulació de l' Enterprise descobreix que els seus records personals i els records de l'ordinador de la nau s'han esborrat parcialment. No es recorden ni les seves pròpies identitats. Sense que la tripulació ho sàpiga, un nou membre misteriós s'ha unit al pont.
La tripulació del pont recupera la memòria de l'ordinador de la nau i torna a aprendre els seus propis noms i posicions a bord de l'Enterprise. Sense saber res de la seva relació polèmica prèvia, el comandant Riker i l'alferes Ro Laren se senten atrets l'un per l'altre i tenen una breu relació sexual. L'ordinador afirma que la Federació està immersa en una guerra prolongada amb una raça alienígena anomenada els lisians, i la missió de l'Enterprise és destruir el comandament central lisià mentre manté el silenci de les comunicacions. El manifest identifica el nou membre com el comandant Kieran MacDuff, primer oficial de l' Enterprise. MacDuff s'ofereix voluntari per a l'intent de la doctora Crusher de restaurar els records de la tripulació, però aparentment reacciona malament al tractament i desanima futurs intents.
L'Enterprise troba i destrueix fàcilment una nau lisiana, i s'acosta al comandament central lisià sense dificultat. Observant les defenses i la potència de foc extremadament limitades dels lisians, Picard expressa sospites sobre el suposat estat de guerra i qüestiona l'ordre de destruir el comandament central. MacDuff insisteix a dur a terme l'atac i intenta prendre el control de l'Enterprise, però és sotmès per Worf i Riker.
MacDuff és identificat com un satarrà, una raça alienígena en guerra amb els lisians que vol intentar utilitzar l'Enterprise contra els lisians. Picard es disculpa amb els lisians pel seu atac, i la Dra. Crusher aconsegueix restaurar els records a la tripulació. A Ten Forward, Ro i la consellera Troi es burlen suaument de Riker per la seva cita amb Ro.

## Repartiment i doblatge al català
La sèrie va ser doblada al català pels estudis Tramontana (primera part) i Soundtrack (segona part) i emesa a TV3 l’any 1991. Els dobladors de l'episodi foren:
| Personatge      | Actor/actriu    | Veu en català      |
| --------------- | --------------- | ------------------ |
| Jean-Luc Picard | Patrick Stewart | Joan Crosas        |
| William Riker   | Jonathan Frakes | Antoni Forteza     |
| Data            | Brent Spinner   | Joaquim Sota       |
| Geordi La Forge | LeVar Burton    | Aleix Estadella    |
| Worf            | Michael Dorn    | Enric Arquimbau    |
| Beverly Crusher | Gates McFadden  | Aurora Garcia      |
| Deanna Troi     | Marina Sirtis   | Victòria Pagès     |
| Ro Laren        | Michelle Forbes | Teresa Manresa     |
| Kieran MacDuff  | Erich Anderson  | Jaume Villanueva   |
| Kristin         | Liz Vassey      | Núria Domènech     |
| Kani            | Erick Weiss     | Francesc Figuerola |

## Producció
La idea per a aquest episodi ja s'havia suggerit durant la producció de la temporada 4. Tanmateix, es va retardar fins a la temporada 5 perquè ja s'havien produït dos episodis més a la temporada 4 que tractaven el tema de la pèrdua de memòria.
La versió final del guió es basa en gran part en l'edició de Michael Piller. Tanmateix, va declinar ser esmentat als crèdits de l'episodi en favor del seu amic Barry Schkolnick. Per tant, Schkolnick és nomenat com l'únic autor del guió.

## Recepció
Keith DeCandido va qualificar l'episodi a "tor.com" el 2012 com un episodi de "Star Trek: La nova generació" lleugerament superior a la mitjana, molt divertit, però que també té alguns punts febles. La capacitat dels satarrans per manipular la tripulació de l'Enterprise li semblava una mica massa perfecta. Per a DeCandido, els conceptes erronis dels membres de la tripulació sobre el seu paper a la nau es podrien haver explorat encara més.
El 2014, Charlie Jane Anders d'IO9 va classificar "L'enigma" com el 82è millor episodi de Star Trek.
El 2017, Screen Rant va classificar "L'enigma" com el 14è episodi més esperançador de tots els episodis de Star Trek fins aleshores. L'episodi va ser conegut per ser optimista, per la compassió de la tripulació i pel seu humor.
El 2017, SyFy va classificar els satarrans que apareixen en aquest episodi com un dels 11 extraterrestres més estranys de Star Trek: La nova generació.
El 2019, Den of Geek va recomanar tornar a veure aquest episodi com a fons per a Star Trek: Picard.
El 2020, Screen Rant va classificar "L'enigma" com el 14è millor episodi de Star Trek: The Next Generation, assenyalant que "va donar als espectadors l'oportunitat de conèixer una mica més els personatges".

## Premis
Aquest episodi va guanyar un Premi Emmy als millors efectes visuals especials; un segon premi, en la mateixa categoria (comú en aquell moment), va ser per a l'episodi "Una qüestió de temps".

## Llançaments
L'episodi es va estrenar als Estats Units el 5 de novembre de 2002, com a part del conjunt de DVD de la cinquena temporada. El primer llançament en Blu-ray va ser als Estats Units el 18 de novembre de 2013, seguit del Regne Unit l'endemà, 19 de novembre de 2013.